# 관계의 가나다에 있는 우리는
《관계의 가나다에 있는 우리는》은 2021년에 개봉한 대한민국의 영화이다.

## 캐스팅
- 은해성 : 박민규 역
- 오하늬 : 최한나 역
- 이서윤 : 박주희 역
- 장준휘 : 양상규 역
- 김지나 : 김태인 역
- 주보영 : 오지숙 역
- 강애심 : 앵두 역
- 조윤희 : 한나엄마 역
- 임호준 : 이인근 역
- 구재연 : 이장님 역
- 안민영 : 주희엄마 역
- 김선화 : 곽 과장 역
- 김희창 : 수리점 김사장 역
- 홍상표 : 황씨 아저씨 역
- 김태준 : 공 PD 역
- 박병철 : 실종센터 팀장 역
- 최원석 : 편의점 사장 역
- 유수인 : 정 대표 역
- 노주희 : 수잔 역
- 강단비 : 빵 공연자 역
- 박지수 : 콜텍 노동자 역
- 김정훈 : 콜텍 노동자 역
- 권용덕 : 콜텍 노동자 역
- 최이서 : 편의점 소희 역
- 김서지 : 공중캠프 사장 역
- 아영아 : 피겨 선생님 역
- 윤효진 : 숭의동 할머니 역
- 김상범 : 잠진도 아저씨 역
- 이인의 : 철물점 아저씨 역
- 민지 : 어린 주희 역
- 이승아 : 아쿠아리움 모녀 역
- 김유진 : 아쿠아리움 모녀 역

## 같이 보기
- 2021년 대한민국의 영화 목록